# モヒカーノ関
モヒカーノ関（モヒカーノせき、1954年〈昭和29年〉7月22日 - 2013年〈平成25年〉1月23日）もしくは関 恭史（せき たかひと）は日本のラテン・ジャズピアニスト。北海道芦別市出身。神奈川県横浜市在住。

## 人物
従来より親しみやすい楽曲をハッピーに演奏する芸風が好評だったが、近年はトリッキーなリズムや複雑なフレージング、緊張感のあるハーモナイズなど高度な音楽性と持ち前のエンターテインメントを融合させる方向に進んできている。
明るいキャラクターとトレードマークのモヒカン頭が「警戒されない・愛される」人物像を形成している。
豊かな声量でピアノ弾き語りもこなす。

## 略歴
7歳よりピアノを始める。中学・高校時代はアルペンスキーの選手として活躍。1972年上京。1975年国立音楽大学教育音楽科に入学しこの頃よりジャズピアノを始める。1996年に自己のラテン・ジャズ・バンドを結成しライブ活動を展開。
2000年にファーストリーダーアルバム「エル・ソニード・コン・エル・ビエント」、2002年にトリオ編成によるセカンドアルバム「フエゴ・デル・アルマ」、2006年に8人編成によるサードアルバム「サルテモス！」を発表。
2013年に肝臓がんにより死去。享年58。

## ディスコグラフィー
- "El Sonido con Viento"（イーストワークスエンタティンメント）EWCD 0024
- "Fuego Del Alma"（イーストワークスエンタティンメント）EWCD 0063
- "Saltemos!"（イーストワークスエンタティンメント）EWCD 0128

## エピソード
- 大学卒業後、昭島市立昭和中学校で非常勤講師をしていた。
- アルバムのライナーノーツは3枚ともジャーナリストの木村太郎。
- アルバムのフライヤーがすべて必要以上に凝っている。（人生相談、科学記事など）

## TV、ラジオ出演
『セッション2011』（NHK-FM）2011年11月20日

## ゲーム
リベログランデ2 (BGM - Piano)